# MRPL54
MRPL54 (англ. Mitochondrial ribosomal protein L54) – білок, який кодується однойменним геном, розташованим у людей на короткому плечі 19-ї хромосоми. Довжина поліпептидного ланцюга білка становить 138 амінокислот, а молекулярна маса — 15 819.
| 10         |  | 20         |  | 30         |  | 40         |  | 50         |
| ---------- |  | ---------- |  | ---------- |  | ---------- |  | ---------- |
| MATKRLFGAT |  | RTWAGWGAWE |  | LLNPATSGRL |  | LARDYAKKPV |  | MKGAKSGKGA |
| VTSEALKDPD |  | VCTDPVQLTT |  | YAMGVNIYKE |  | GQDVPLKPDA |  | EYPEWLFEMN |
| LGPPKTLEEL |  | DPESREYWRR |  | LRKQNIWRHN |  | RLSKNKRL   |  |            |

A: Аланін

C: Цистеїн

D: Аспарагінова кислота

E: Глутамінова кислота

F: Фенілаланін

G: Гліцин

H: Гістидин

I: Ізолейцин

K: Лізин

L: Лейцин

M: Метіонін

N: Аспарагін

P: Пролін

Q: Глутамін

R: Аргінін

S: Серин

T: Треонін

V: Валін

W: Триптофан

Кодований геном білок за функціями належить до рибонуклеопротеїнів, рибосомних білків. 
Локалізований у мітохондрії.